# 神武天皇祭
| 宮中祭祀の主要祭儀一覧             |
| 四方拝・歳旦祭                     |
| 元始祭                             |
| 奏事始                             |
| 昭和天皇祭（先帝祭）               |
| 孝明天皇例祭（先帝以前三代の例祭） |
| 祈年祭                             |
| 天長祭（天長節祭）                 |
| 春季皇霊祭・春季神殿祭             |
| 神武天皇祭・皇霊殿御神楽           |
| 香淳皇后例祭（先后の例祭）         |
| 節折・大祓                         |
| 明治天皇例祭（先帝以前三代の例祭） |
| 秋季皇霊祭・秋季神殿祭             |
| 神嘗祭                             |
| 新嘗祭                             |
| 賢所御神楽                         |
| 大正天皇例祭（先帝以前三代の例祭） |
| 節折・大祓                         |

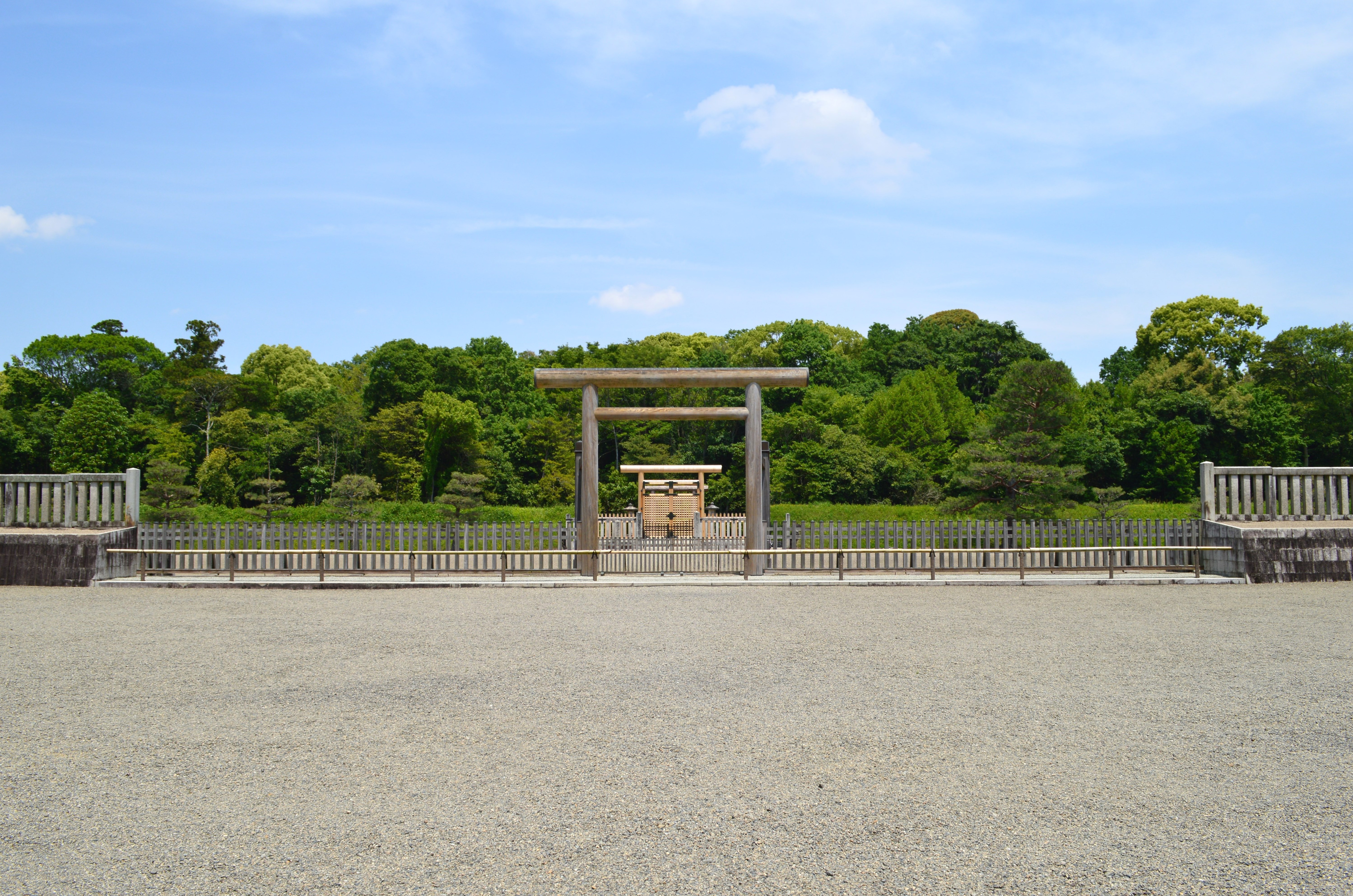
神武天皇 畝傍山東北陵
（奈良県橿原市）

神武天皇祭（じんむてんのうさい）は、初代天皇である神武天皇を祭る皇室の宮中祭祀。大祭。また、休日（祝祭日）の一つであった。

## 概要
初代天皇である神武天皇の崩御日に相当する4月3日に毎年行なわれ、神武天皇の天皇霊を祭る。崩御日は『日本書紀』によれば紀元前586年（神武天皇76年）3月11日であるが、これをグレゴリオ暦に換算して4月3日としている。宮中の皇霊殿と神武天皇陵に治定される奈良県橿原市の畝傍山東北陵に勅使が派遣され儀式が行われる。
夕方にはかつて紀元節祭に奏されていた御神楽が昭和24年からこの日に移行されて行われている。
神武天皇祭は幕末の孝明天皇の時代、1860年（万延元年）3月11日に神武天皇の御陵祭として始まり、1871年（明治4年）9月に定められた「四時祭典定則」で規則化され、その後、1908年（明治41年）9月19日制定の「皇室祭祀令」で改めて法制化された。同法は1947年（昭和22年）5月2日に廃止されたが、以降も宮中祭祀として存続している。
「皇室祭祀令」における歴代天皇の祭祀は、
- 大祭 - 神武天皇祭、先帝祭[3]、春季皇霊祭、秋季皇霊祭、先帝以前3代の式年祭[4]
- 小祭 - 先帝以前3代の例祭[5]、綏靖天皇以下先帝以前4代に至る歴代天皇の式年祭

となっている。
先帝祭は天長節（天皇誕生日）と同様に皇位継承によって変更されるものであり、皇霊祭は春分と秋分に歴代天皇霊をまとめて祭る祭祀であることから、神武天皇祭は永劫的に特定の一代の天皇を毎年大祭で祭る唯一の祭祀であり、皇統の始祖（皇祖）として別格の扱いとなっている。
当日、皇霊殿で東遊の奏上を含む儀式が行なわれるとともに、勅使を差遣して畝傍山東北陵に奉幣を行う。なお、旧制では式年祭には、天皇自ら神武天皇陵へ行幸して参拝することが定められていた。また、橿原神宮（奈良県）や宮崎神宮（宮崎県）などの神武天皇を祀る神社はもとより日本全国の神社の殆どで遙拝式或いは祭典が行なわれる。
奉祝行事では、橿原神宮周辺において「春の神武祭」が神武天皇祭（4月3日）付近の週末に開催され、橿原神宮のライトアップおよび映像ショー、古代衣装による参道パレード、植木市、フリーマーケットなどが行われる。宮崎神宮においては神武天皇祭当日に流鏑馬が開催される。
また、「年中祭日祝日ノ休暇日ヲ定ム」および「休日ニ関スル件」により、1874年（明治7年）から1948年（昭和23年）まで4月3日は同名の休日となっていた。平成28年には「神武天皇二千六百年大祭」が行われた。

## 歴史
嘉永六年十二月、武家伝奏三条実万は関白鷹司政通から京都所司代脇坂安宅に対して孝明天皇の山陵修復の叡慮を伝えるよう命じられた。孝明天皇は神武天皇畝傍山陵について常々気にかけておられ、山陵に御祈念して御初穂を奉納されたいとのことであった（『孝明天皇紀』巻二）。
翌、安政元年(1854）九月にも朝廷から京都所司代に対外的危機を克服するためにも神武天皇の畝傍山陵を修補して欲しいと幕府側に伝えた。
文久三年には宇都宮藩主戸田忠恕が山陵修補を幕府に申し出、同藩家老の戸田忠至が天皇より山陵修補を命じられた。10月には議奏三条実愛・同野宮定坊、柳原光愛、中山忠能らが山陵修補御用掛に、戸田忠至が山陵奉行に命じられ翌年から修補事業が開始された。修復事業着手にあたり孝明天皇は権中納言徳大寺実則を勅使として派遣し山陵修造にとりかかることを奉告した。また孝明天皇自身も御所の東庭に下り立ちて「四方拝」の作法に準じて神武天皇山陵を御拝した。
文久三年十一月末に神武天皇山陵の修補が完成すると十一月二十八日には勅使・権中納言柳原光愛が神武天皇山陵に派遣され、十二月八日には勅使柳原光愛が大規模な行列を伴い参向し、陵前で宣命を奉読して完成を奉告した。同日の十二月八日には孝明天皇は御所の東庭に下り立ち自ら神武天皇山陵を御拝した。
なお孝明天皇は自身が神武天皇山陵に行幸し参拝することも希望していたという。
孝明天皇は神武天皇陵奉幣を恒例の国家祭典とすることを希望され、元治元年五月二日、山陵御用掛柳原光愛に神武天皇恒例祭典制定にかかわる朝議の決定が伝えられた。
五月八日に勅使発遣の儀が行われ野宮定功が神武天皇陵に勅使として派遣された。この日、孝明天皇は紫宸殿に出御され神武天皇陵を御拝された。なお勅使派遣にあたっては前例にならい沿道住民の負担軽減が図られたという。
以降奉幣使の発遣は毎年の恒例となったが、日にちを『日本書紀』における神武天皇崩御日の三月十一日とした。のちに太陽暦に移行した際に四月三日とされたという。
ここに明治四年の「四時祭典定則」、明治四十一年の「皇室祭祀令」でともに「大祭」とされ近代皇室祭祀の大本となった「神武天皇祭」が成立したという。

## 春の神武祭（橿原市）
トワイライトコンサートゲスト
- 2012年 - 藤田恵美（元Le Couple）
- 2013年 - タケカワユキヒデ
- 2014年 - 植村花菜
- 2015年 - 花*花
- 2016年 - 手嶌葵、海上自衛隊東京音楽隊
- 2017年 - 上田正樹、相川七瀬、海上自衛隊舞鶴音楽隊

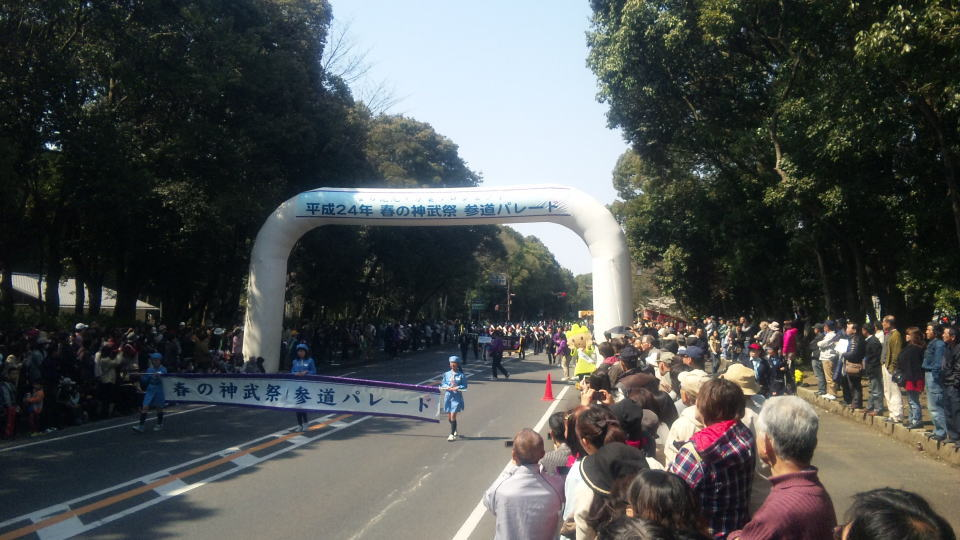
橿原神宮神武天皇祭パレード
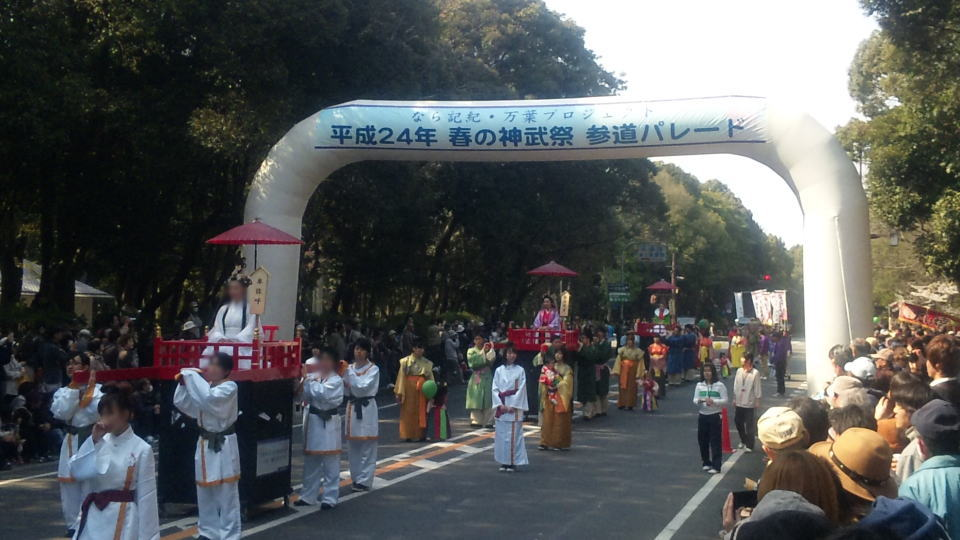
橿原神宮神武天皇祭パレード
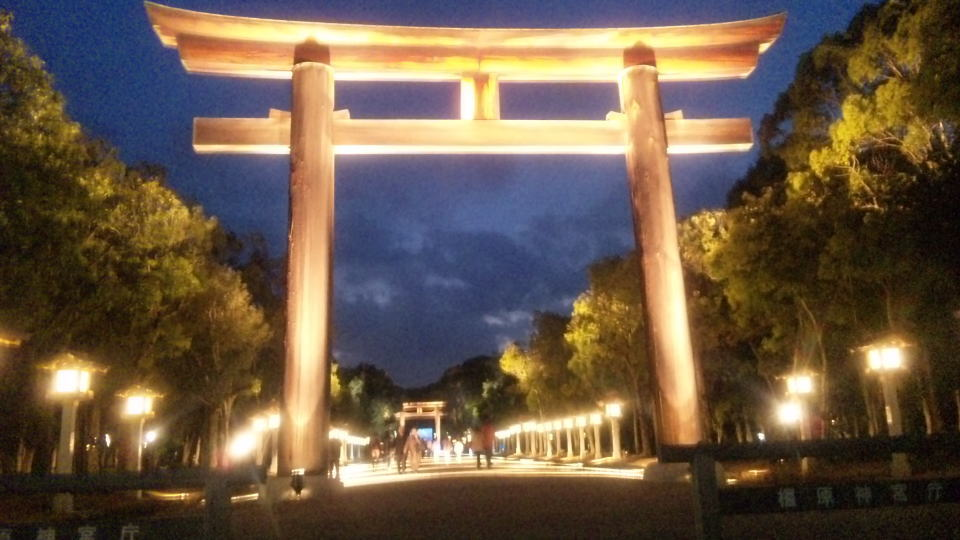
橿原神宮神武天皇祭。ライトアップされた大鳥居。
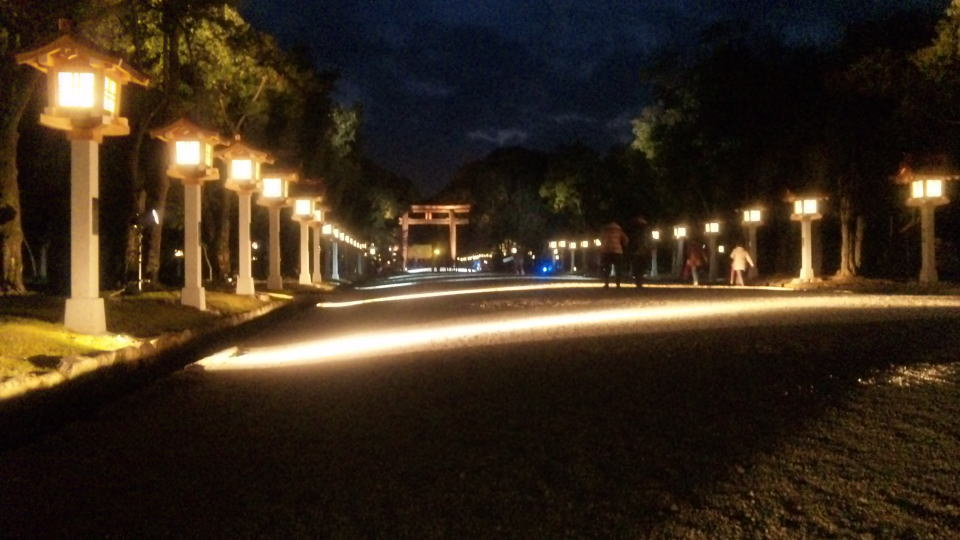
橿原神宮神武天皇祭。ライトアップされた参道と奥に大鳥居。
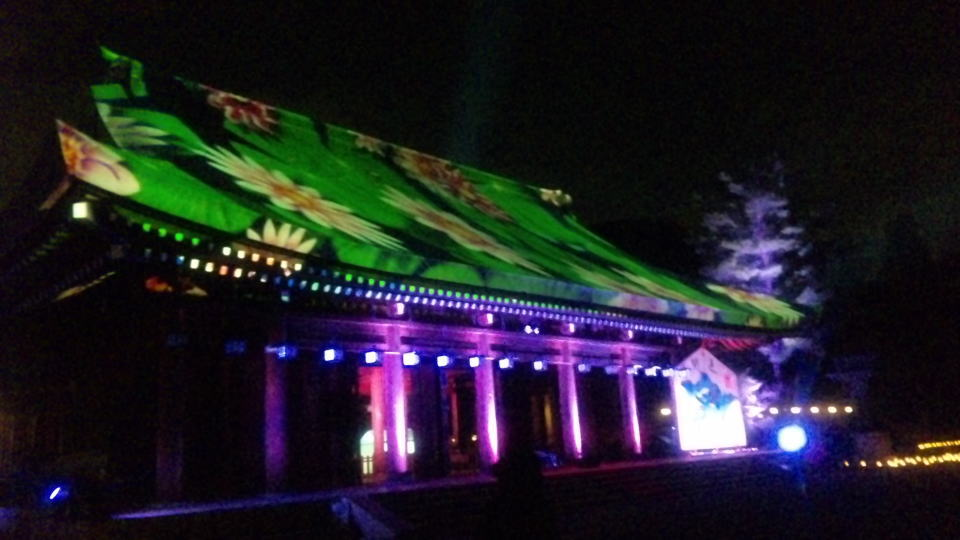
橿原神宮神武天皇祭。外拝殿の屋根にライトアップ映像。
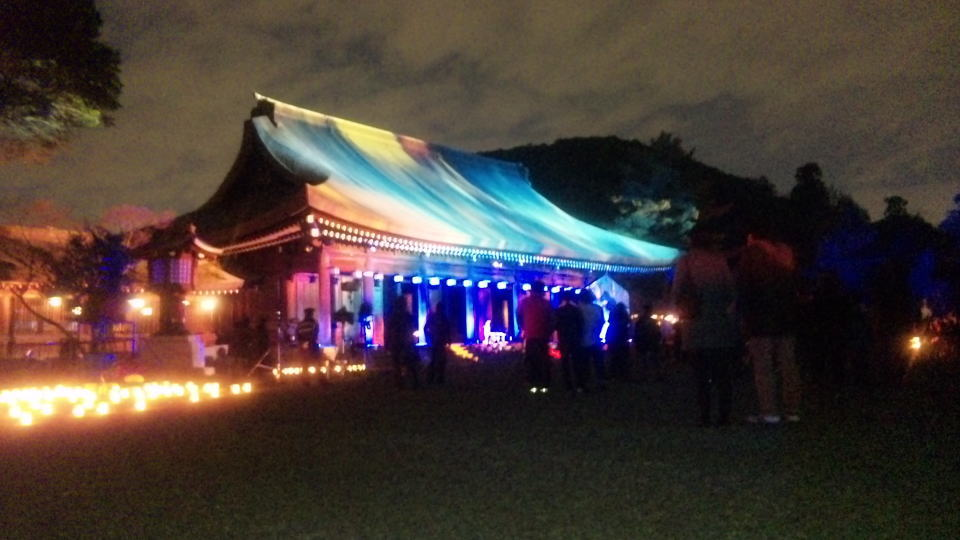
橿原神宮神武天皇祭。外拝殿の屋根にライトアップ映像。